# Mike Tyson Mysteries
Mike Tyson Mysteries (en español: Los misterios de Mike Tyson) es una serie de televisión animada para adultos estadounidense. Se estrenó el 27 de octubre de 2014 en el bloque de programación nocturna de Cartoon Network, Adult Swim, y es la primera colaboración entre Warner Bros. Animation y Williams Street.
El 10 de diciembre de 2014, Adult Swim renovó la serie para una segunda temporada, que se estrenó el 1 de noviembre de 2015. Una tercera temporada se estrenó el 14 de mayo de 2017, y la cuarta y última temporada se estrenó el 30 de junio de 2019. Durante una entrevista de mayo de 2020, el escritor Larry Dorf reveló que el programa no había sido renovado y que la cuarta temporada sería la última. Adult Swim Latinoamérica ha emitido repeticiones a partir de 2024.

## Argumento
La serie sigue las desventuras ficticias del retirado boxeador y actor Mike Tyson, el fantasma del marqués de Queensberry, la hija adoptiva de Tyson y una paloma parlante alcohólica, mientras resuelven misterios en todo el mundo, muy al estilo de otras series animadas como I Am the Greatest: The Adventures of Muhammad Ali, Mister T y Scooby-Doo.
Si bien cada episodio involucra un misterio como una narración enmarcada, a menudo se ignoran por completo mientras que la trama toma una dirección completamente diferente (y a menudo extraña) ya que los misterios rara vez se resuelven y los episodios a veces terminan en suspenso que nunca se resuelven. La camioneta azul en la que el equipo viaja por el mundo, el «Misteriomóvil», está basada en una Chevrolet Chevy Van de 1971.

## Personajes
- Mike Tyson: es el personaje principal de la serie, un boxeador retirado que se dedica a resolver misterios. Se lo retrata como alguien totalmente desconectado de la realidad, y que consume comida chatarra sin darse cuenta de que está a dieta. Al igual que su homólogo de la vida real, Mike es representado como un hombre fuerte y musculoso, cuya característica más notable es el tatuaje que cubre el lado izquierdo de su rostro. Puede tener buen carácter, aunque es tendente a los golpes si se preocupa o pierde la compostura. Tiene reputación de hacer cosas inusuales, como bañarse en avena con avena cocida o tener un oso pardo de mascota. Mike viste un chándal azul klein con un signo de interrogación estilizado en el lado izquierdo de su pecho. Aparece en acción real durante los créditos finales. La frase de Mike a lo largo de la serie es «¡Al Misteriomóvil!», dicha antes de que el equipo realice el siguiente misterio.

- Pigeon (Paloma en español): es un ex humano que fue convertido en una paloma antropomórfica por su exesposa Sandra como una maldición por sus constantes infidelidades. Pigeon es alcohólico, drogadicto, egoísta, sarcástico y un autoproclamado adicto al sexo; además, es un ávido fan de las apuestas. Pigeon también disfruta burlándose o haciendo gestos obscenos con la esperanza de obtener reacciones de la gente; ya sea una reacción de disgusto o una reacción de menosprecio. Se revela que su verdadero nombre es Richard Pigeon y resulta ser es el padre biológico de Yung Hee de una aventura de una noche; esto último se guarda para sí mismo al observar lo cercanos que son ella y Mike.

- Yung Hee Tyson: es la hija adoptiva de Mike. Nació en 1998 y su madre biológica la abandonó en la puerta de la casa de Mike cuando era una bebé. Es una joven asiática de complexión delgada y estatura relativamente baja, cabello corto y negro y anteojos grandes; viste con un atuedo similar al de su padre, solo que de color rosado. Yung tiene una personalidad de una adolescente sensata y decidida, siendo también paciente con la extraña naturaleza de Mike y puede ser independiente cuando es necesario. Si bien se revela que Pigeon es su padre biológico, ella misma no está enterada ya que Pigeon no quiere echar a perder su buena relación con Mike. Como se menciona en la serie, es autodidacta al ser educada en casa.

- Marqués de Queensberry: es el difunto padre del boxeo moderno en la vida real, John Sholto Douglas, siendo representado como un fantasma fumador y extravagante que le brinda a Mike consejos intelectuales. Marqués es el miembro más honesto, educado, cortés y compasivo del equipo de misterios, todo lo contrario a Pigeon; también es retratado como alguien afeminado. Nacido en el siglo XIX, Marqués se viste de manera muy formal, siempre con traje y sombrero de copa. Ha demostrado numerosos hábitos poco saludables, entre ellos fumar cigarrillos, que no ha logrado superar y del que se siente muy consciente. A pesar de que ser visto como homosexual, se revela que Marqués originalmente tuvo una relación con una mujer con la que tuvo a su tercer hijo, Alfred, lo que demuestra que probablemente sea bisexual o que haya perdido interés en las mujeres con el paso de los años. La parte de su nombre que dice «marqués» se pronuncia Marcus y se traduce como si fuera su nombre real, en lugar de un título. Es claustrofóbico.

- Deezy: es el amigo y agente de Mike, a quien éste rara vez intenta despedir del equipo de misterios pero no puede hacerlo debido al miedo a una confrontación directa. A menudo se le ve en discusiones con Pigeon, quien si considera a Deezy como no apto para el equipo. En la cuarta temporada forma parte del elenco principal, luego de aparecer como un personaje recurrente en las tres anteriores. Su llegada se da luego de disparar a alguien idéntico a él, que resultó ser el neozelandés que cuida la piscina de la casa de Mike, cuando este intentaba acuchillar a Pigeon. En una ocasión, Deezy llegó a sentirse atraído por Yung Hee.

## Episodios
| Temporada | Temporada | Episodios | Emisión original       | Emisión original      |
| Temporada | Temporada | Episodios | Comienzo               | Final                 |
| --------- | --------- | --------- | ---------------------- | --------------------- |
|           | 1         | 10        | 27 de octubre de 2014  | 8 de febrero de 2015  |
|           | 2         | 20        | 1 de noviembre de 2015 | 12 de junio de 2016   |
|           | 3         | 20        | 14 de mayo de 2017     | 13 de mayo de 2018    |
|           | 4         | 20        | 30 de junio de 2019    | 16 de febrero de 2020 |

## Doblaje
| Personaje                       | Actor original | Actor de doblaje (Hispanoamérica) |
| ------------------------------- | -------------- | --------------------------------- |
| Mike Tyson                      | Él mismo       | René Sagastume                    |
| Pigeon                          | Norm MacDonald | Juan Echave                       |
| Yung Hee Tyson                  | Rachel Ramras  | Wanda Liedert                     |
| Marqués de Queensberry «Marcus» | Jim Rash       | Javier Gómez                      |
| Deezy                           | Chuck Deezy    | Santiago Florentín                |